# François van Kruisdijk
François Henricus (François) van Kruisdijk (Eindhoven, 25 mei 1952 – aldaar, 5 november 2007) was een Nederlandse zwemmer. Hij  nam eenmaal deel aan de Olympische Spelen, maar won hierbij geen medailles.
In 1972 maakte hij zijn olympisch debuut op de Olympische Spelen van München. Hij kwam uit op de 200 m wisselslag. Hij bleef echter steken in de series met een tijd van 2.17,14. Hij deed CIOS en heeft als beleidsmedewerker sport gewerkt. Op latere leeftijd is hij rechten gaan studeren. Op 5 november 2007 is hij op 55-jarige leeftijd na een ziekbed in zijn geboorteplaats overleden. Hij heeft zijn studie niet kunnen voltooien.